# Cabralzinho (Macapá)
Cabralzinho é um bairro do município brasileiro de Macapá, capital do estado do Amapá. Segundo o censo demográfico de 2022, realizado pelo Instituto Brasileiro de Geografia e Estatística (IBGE), sua população era de 2 721 habitantes e havia 854 domicílios particulares permanentes ocupados.
De acordo com o IBGE, em 2010 a população era de 1 328 habitantes e havia 365 domicílios particulares.